# Olympische Sommerspiele 1996/Teilnehmer (Ecuador)
| Gelbes Symbol für Goldmedaillen mit stilisierten Olympischen Ringen | Graues Symbol für Silbermedaillen mit stilisierten Olympischen Ringen | Braundes Symbol für Bronzemedaillen mit stilisierten Olympischen Ringen |
| ------------------------------------------------------------------- | --------------------------------------------------------------------- | ----------------------------------------------------------------------- |
| 1                                                                   | —                                                                     | —                                                                       |

Ecuador nahm bei den Olympischen Sommerspielen 1996 in Atlanta zum neunten Mal an Olympischen Sommerspielen teil. Die Mannschaft bestand aus 19 Sportlern, von denen 17 männlich und zwei weiblich waren. Sie starteten in 18 Wettbewerben in sieben Sportarten. Während der Eröffnungsfeier am 19. Juli 1996 trug der Schwimmer Felipe Delgado die Flagge Ecuadors in das Olympiastadion.

## Flaggenträger
Der Schwimmer Felipe Delgado trug die Flagge Ecuadors während der Eröffnungsfeier am 19. Juli im Centennial Olympic Stadium.

## Medaillengewinner
Mit einer gewonnenen Goldmedaille, die erste olympische Medaille überhaupt für Ecuador, belegte das Team Ecuadors Platz 49 im Medaillenspiegel.

### Gold
- Jefferson Pérez: Leichtathletik, 20 Kilometer Gehen

## Teilnehmer
Jüngster Teilnehmer war der Segler Gastón Vedani mit 19 Jahren und 123 Tagen, die älteste Teilnehmerin war die Schützin Margarita de Falconí mit 51 Jahren und 212 Tagen.
| Name                 | Alter | Geschlecht | Sportart       | Resultat(e) |
| -------------------- | ----- | ---------- | -------------- | --- |
| Paulo Caicedo        | 26    | männlich   | Radsport       | Straßenrennen |
| Pablo Campana        | 23    | männlich   | Tennis         | Platz 9 im Doppel |
| Héctor Chiles        | 25    | männlich   | Radsport       | Straßenrennen |
| Margarita de Falconí | 51    | weiblich   | Schießsport    | Platz 39 mit der Luftpistole |
| Felipe Delgado       | 23    | männlich   | Schwimmen      | Platz 25 über 50 Meter Freistil; Platz 38 über 100 Meter Freistil; Platz 40 über 200 Meter Freistil; Platz 15 mit der 100-Meter-Freistilstaffel |
| Roberto Delgado      | 21    | männlich   | Schwimmen      | Platz 15 mit der 100-Meter-Freistilstaffel; Platz 16 mit der 200-Meter-Freistilstaffel; Platz 44 über 100 Meter Schmetterling                   |
| Thompson García      | 25    | männlich   | Boxen          | Platz 17 im Schwergewicht |
| Silvio Guerra        | 27    | männlich   | Leichtathletik | Platz 10 im zweiten Vorlauf über 10.000 Meter                                                                                                   |
| Luis Hernández       | 23    | männlich   | Boxen          | Platz 17 im Weltergewicht |
| Nicolás Lapentti     | 19    | männlich   | Tennis         | Platz 9 im Doppel; Platz 33 im Einzel |
| Luis Morejón         | 23    | männlich   | Tennis         | Platz 33 im Einzel |
| Jefferson Pérez      | 22    | männlich   | Leichtathletik | Gold über 20 Kilometer Gehen |
| Pedro Rodríguez      | 29    | männlich   | Radsport       | Straßenrennen |
| Javier Santos        | 24    | männlich   | Schwimmen      | Platz 15 mit der 100-Meter-Freistilstaffel; Platz 16 mit der 200-Meter-Freistilstaffel                                                          |
| Julio Santos         | 19    | männlich   | Schwimmen      | Platz 15 mit der 100-Meter-Freistilstaffel; Platz 16 mit der 200-Meter-Freistilstaffel                                                          |
| Martha Tenorio       | 29    | weiblich   | Leichtathletik | Marathon |
| Andrés Vasconcellos  | 22    | männlich   | Schwimmen      | Platz 16 mit der 200-Meter-Freistilstaffel; Platz 39 über 200 Meter Schmetterling                                                               |
| Gastón Vedani        | 19    | männlich   | Segeln         | Platz 50 im Laser |
| Rolando Vera         | 31    | männlich   | Leichtathletik | Platz 22 im Marathon |